# Jaksice (stacja kolejowa)
Jaksice – węzłowa stacja kolejowa w Jaksicach, w województwie kujawsko-pomorskim, w Polsce, na linii Chorzów Batory – Tczew. Znajdują się tu 2 perony, z czego w ruchu pasażerskim wykorzystywany jest tylko pierwszy. Budynek dworcowy jest zamknięty i zdewastowany z zewnątrz.

## Ruch pasażerski
| Rok  | Wymiana pasażerska na dobę |
| ---- | -------------------------- |
| 2017 | 10-19                      |
| 2022 | 20-49                      |